# Abraham Isacks op den Graeff

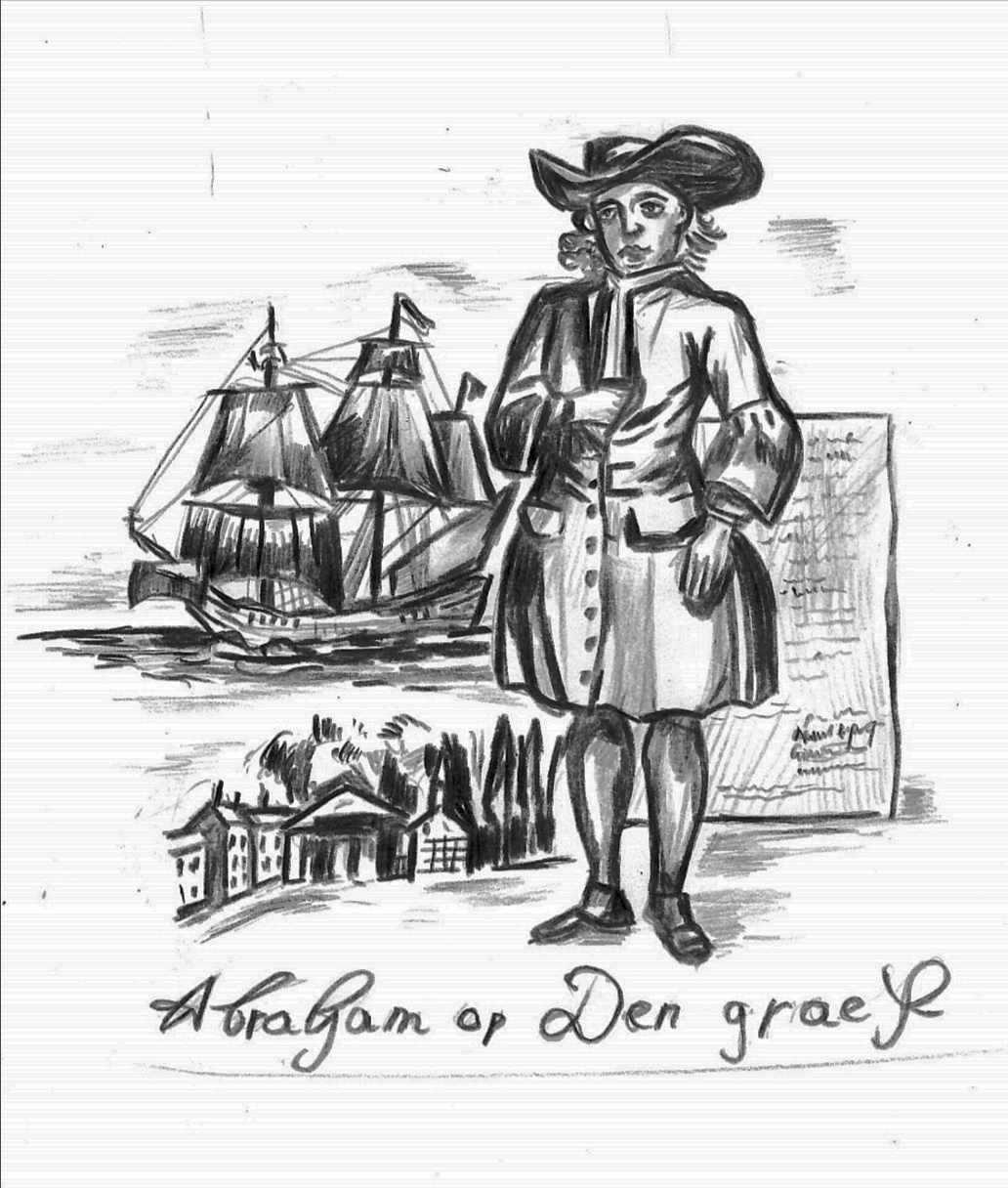
Abraham op den Graeff

Abraham Isaacs op den Graeff, auch Op den Graff, Opdengraef sowie Op den Gräff (* um 1649 in Krefeld; † 25. März 1731 in Perkiomen, heutzutage der Gemeinde Montgomery zugehörig) war einer der sogenannten „Original 13“, der ersten geschlossenen Gruppe deutscher Auswanderer nach Nordamerika und einer der ursprünglichen Gründer von Germantown, Pennsylvania. Als überzeugter Abolitionist initiierte er am 18. Februar 1688 gemeinsam mit seinem Bruder Derrick, Franz Daniel Pastorius sowie Gerrit Henderich mit der Anti-Sklaverei-Petition von Quäkern in Germantown 1688 den ersten Protest gegen die Sklaverei in Amerika. Op den Graeff war des Weiteren Mitglied der Provinzversammlung von Pennsylvania (Pennsylvania Provincial Assembly). Er oder sein Bruder Dirck op den Graeff werden in John Greenleaf Whittiers Gedicht „The Pennsylvania Pilgrim“ als „op den Graaff“ erwähnt.

## Biografie

### Herkunft
Die Familie Op den Graeff war ursprünglich Mennonitischen Glaubens und soll mit Abrahams Großvater Hermann op den Graeff um 1605 aus dem nahegelegenen Aldekerk in das katholische Herzogtum Jülich ausgewandert sein, um der Verfolgung zu entgehen. Zu dieser Zeit war Krefeld eine Exklave der Grafschaft Moers und unterstand der Autorität des Prinzen von Oranien, Statthalter der Republik der Vereinigten Niederlande. Im Gegensatz zu den Herrschern von Jülich und dem nahegelegenen Kurfürstentum Köln waren die Statthalter der Niederlande tolerant gegenüber nichtkonformen Religionen. Dadurch wurde Krefeld zum Zufluchtsort der verfolgten Mennoniten. Viele der Krefelder Mennoniten waren Weber oder übten andere Tuchmacherberufe wie Färben aus.

### Familie
Abraham op den Graeff war der Sohn von Isaac Hermans op den Graeff (1616–1679) und Margaret ‚Grietgen‘ Peters Doors († 1679). Isaacs Bruder Abraham op den Graeff (~1610–1656) heiratete Eva von der Leyen (~1619–1678), eine Schwester des Adolf von der Leyen, dem Begründer der Krefelder Seidenindustrie. Abrahams Großeltern väterlicherseits waren Hermann op den Graeff (1585–1642), eine führende Figur der Krefelder Mennoniten und Greitgen (Greitje) Pletjes (1588–1643). Ihre Schwester Alet Pletjes (* 1583), welche mit John Jasper verheiratet war, hatte Margaret Jasper (1624–1682) zur Tochter, welche in Rotterdam wohnte. Sie ehelichte in zweiter Ehe den englischen Admiral Sir William Penn (1621–1670). Jener war der Vater von Gouverneur William Penn (1644–1718), dem Begründer von Pennsylvania, was die Familie Op den Graeff zu Cousins von Vater und Sohn Penn machte. 1679 ehelichte Abraham op den Graeff in Krefeld mit Trijntje Jansen. Das Paar hatte sechs Kinder:
- Isaac Updegraff (1678–1745), Vorfahre der einflussreichen Linie der Updegraff-Familie seines Urenkels Nathan Updegraff, der sich 1802 in Mount Pleasant, Ohio, niederließ
- Gertien op den Graeff (1680/82–1770)
- Anneken (Anne) op den Graeff (* 1683/85)
- Jacob op den Graeff (1687–1750)
- Margrit op den Graeff (1691–1755)
- Elizabeth op den Graeff (* 1695)

### Leben und Werk

#### Krefeld
Abraham op den Graeff war als Leinenweber und -händler in seiner Heimatstadt Krefeld tätig. Dort gelangte er während der 1660er Jahre mit der Missionsarbeit der Quäker in Berührung, die im Unter- und Mittelrheintal als Agenten von William Penn tätig waren. Dies führte zur Konversion einer Reihe von Mennoniten in und um Krefeld, zu denen auch Abraham und seine Familie gehörten. Die Quäker wurden von der Krefelder Bevölkerung nicht gerne geduldet. 1679 wurden fünf von ihnen, darunter Abrahams Bruder Herman Isacks op den Graeff, gewaltsam aus Krefeld verbannt. Auf Druck der englischen Quäker durften sie schließlich zurückkehren, aber zu diesem Zeitpunkt, um 1681–1682, befand sich bereits die Kolonie von William Penn in Umsetzung. Die Möglichkeit, ohne Angst vor Verfolgung ihrem Quäkerglauben folgen zu können, war zweifellos ein wesentlicher Faktor für ihre Entscheidung, aus Krefeld auszuwandern.

#### Siedler in Germantown

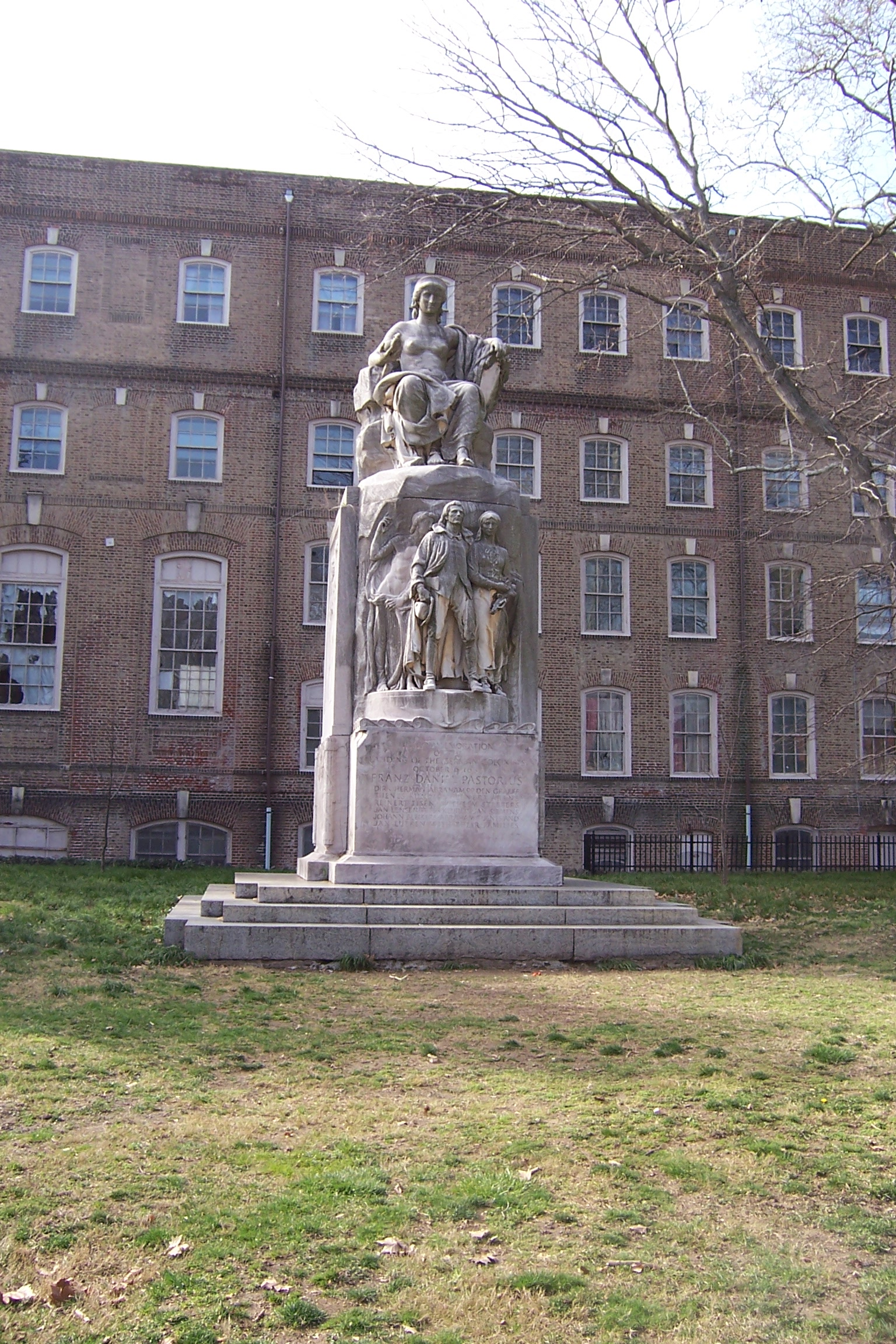
Monument mit Inschrifttafel im Vernon Park, Philadelphia, in Gedenken an Franz Daniel Pastorius und die ersten deutschen Siedler

1683 schifften sich die Gebrüder Hermann, Dirck und Abraham op den Graeff nebst zehn anderen Krefelder Familien an Bord des Schiffes Concord ein und erreichten am 6. Oktober Britisch-Nordamerika. Noch im Jahr der Ankunft 1683 wurde die Siedlung Germantown (Deitscheschteddel) gegründet, die erste deutsche Ansiedlung in Nordamerika. Gemeinsam mit seinen beiden Brüdern Herman und Dirck erwarb Abraham 2000 Hektar Grund und Boden in der Umgebung der neugegründeten Gemeinde Germantown und etablierte dort eine Leinen Weberei. Er blieb prominent im bürgerlichen und religiösen Leben von Germantown vertreten und gewann 1686 den Gouverneurspreis in der Höhe von 1.500 Lire von William Penn für das schönste in der Pennsylvania gewebte Stück Leinen.

##### Petition gegen die Sklaverei

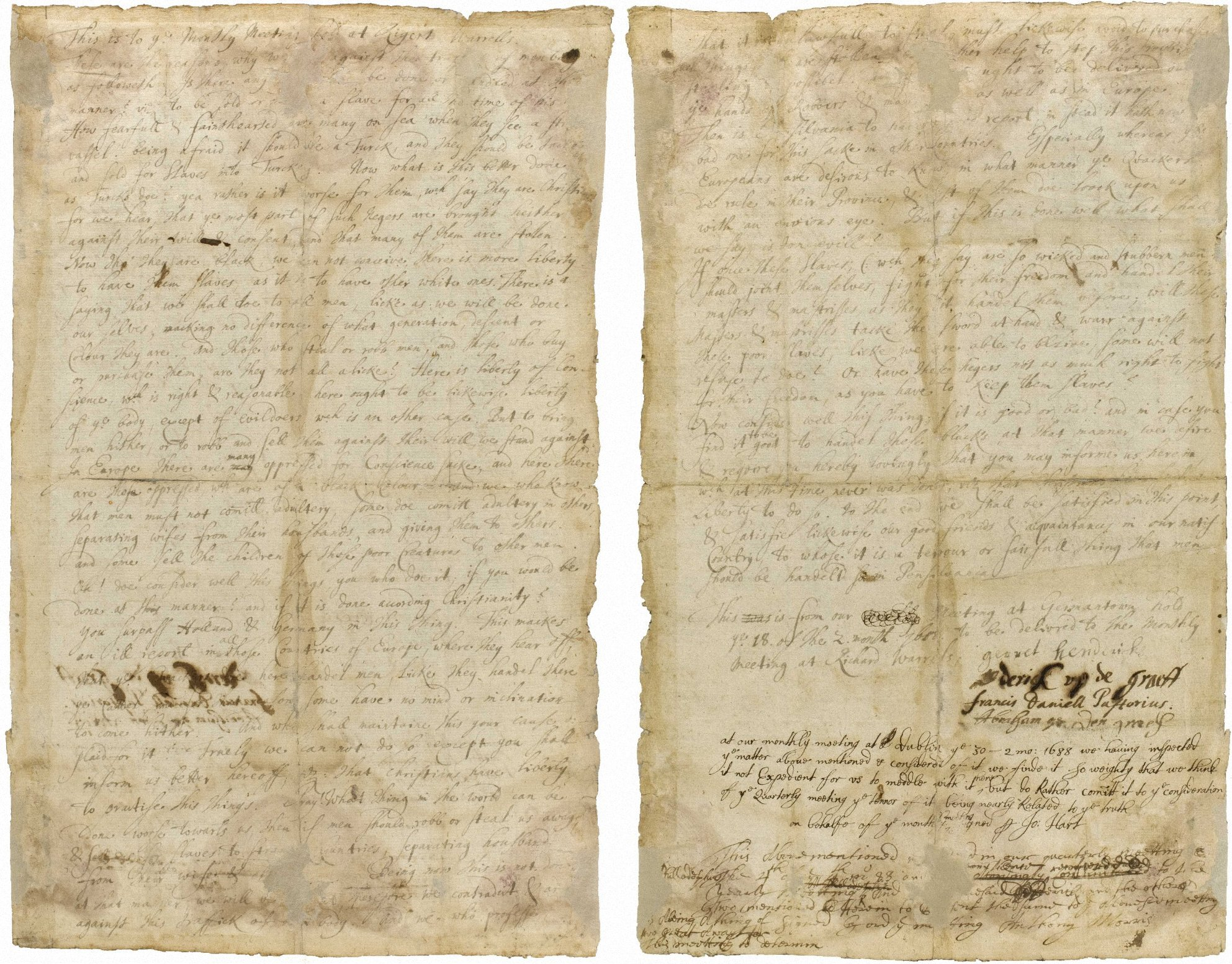
Petition zur Abschaffung der Sklaverei (Abraham op de(n) Graeffs Unterschrift befindet sich auf der rechten Seite)

Unter den Krefelder Siedlern waren es vermutlich die Quäker, die den Anstoß für die Ablehnung der Sklaverei gaben. Die 13 Familien aus Krefeld hatten auf ihrer Reise nach Pennsylvania in Rotterdam erstmals vom Sklavenhandel in den amerikanischen Kolonien gehört. Sie konnten sich nicht vorstellen, dass sie im Land der brüderlichen Liebe Sklaven besitzen könnten. Die Realität sah jedoch anders aus: Puritaner und Quäker, die sich ansonsten für universelle Menschenrechte einsetzten, hatten keine Probleme mit Menschenhandel und hielten ihn nicht für falsch. Am 18. Februar 1688, mehr als vier Jahre nach deren Ankunft, initiierte Abraham gemeinsam mit seinem Bruder Dirck, Franz Daniel Pastorius sowie Gerrit Henderich den ersten Protest gegen die Sklaverei in Amerika. Er unterschrieb das Dokument mit Abraham op Den graef. Der Protest wurde im Haus von Thones Kunders, einem der ersten Bürger von Germantown, unterzeichnet. Es ist einigermaßen sicher, dass es Dirck op den Graeff auf der vierteljährlichen Versammlung Richard Worrall vorstellte, denn er ist die einzige Person, die im Zusammenhang mit der Präsentation auf der Jahresversammlung erwähnt wird.

##### Politische, religiöse und gesellschaftliche Tätigkeit

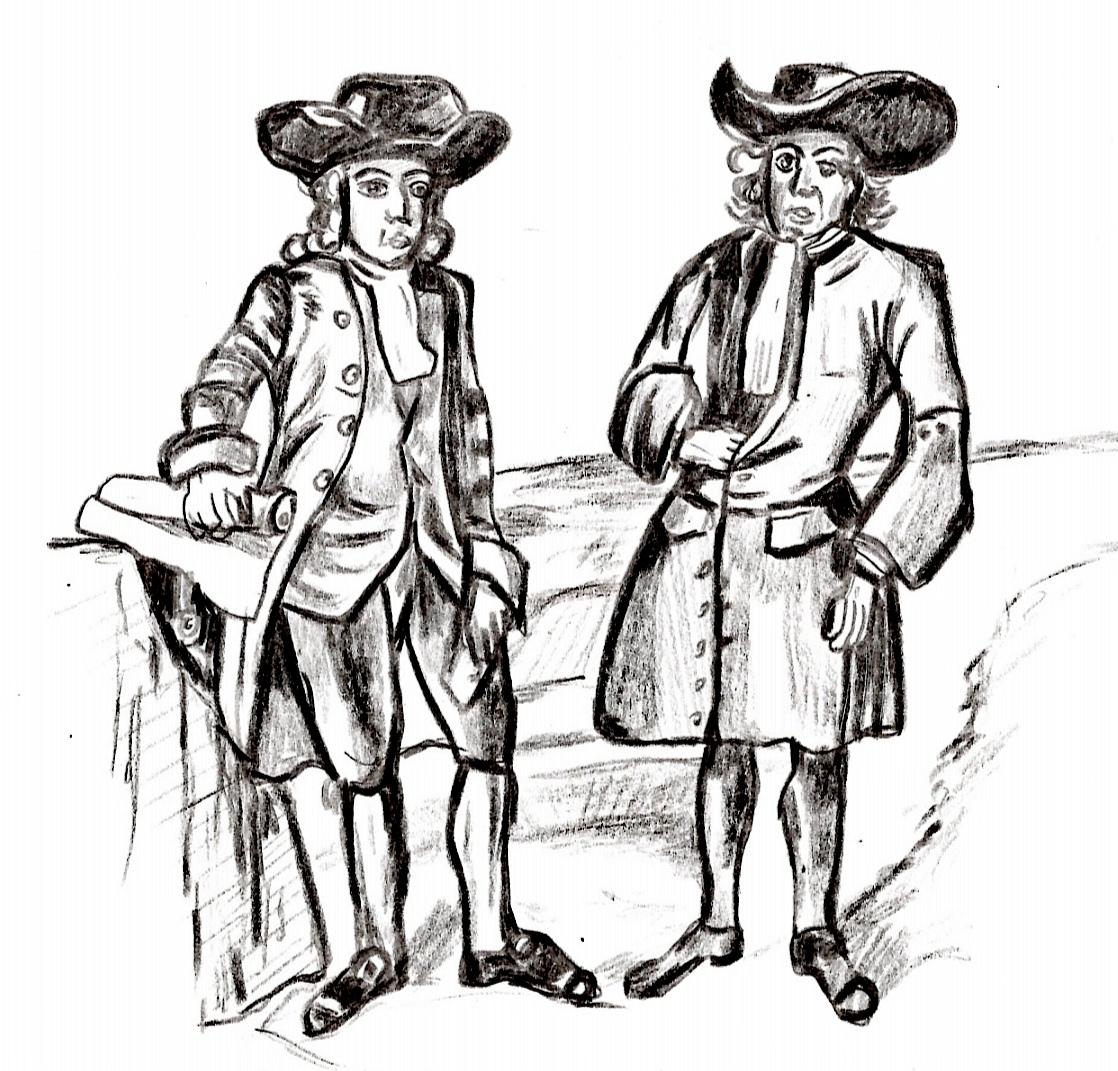
William Penn mit seinem Cousin Abraham op den Graeff

Im Jahr 1689 war Abraham op den Graeff einer von elf Männern, denen William Penn eine Urkunde für die Siedlung Germantown erteilte. In dieser Charta war er einer der sechs Männer, die als erste Ausschussmitglieder ernannt wurden. Im selben Jahr wurde er als Abgeordneter in die Provinzversammlung von Pennsylvania (Pennsylvania Provincial Assembly) gewählt und vertrat die Germantown erneut in den Jahren 1690 und 1692. Er teilte seine Funktion mit Franz Daniel Pastorius, der 1687 die gleiche Position innehatte und die Ehre hatte, der einzige Germantown-Siedler zu sein, der in einer gesetzgebenden Versammlung saß. Er diente 1692 auch als Bürgervertreter von Germantown. Im Jahr 1691 hatte Thomas Lloyd, stellvertretender Gouverneur von Pennsylvania, 62 der ersten Germantown-Siedler eine Einbürgerung als Bürger von Pennsylvania (und damit von England) mit dem Status eines Ehrenbürgers gewährt, darunter die drei Brüder Op den Graeff und auch andere wichtige Mitglieder von Germantown, Pastorius und William Rittenhouse.
Um 1691 kam der Quäker George Keith zu dem Schluss, dass die Quäker zu weit vom orthodoxen Christentum abgewichen seien. Dies führte zu heftigen Meinungsverschiedenheiten mit seinen Glaubensbrüdern, in diese auch aus Krefeld stammenden Quäker involviert waren. Die Befürworter von Keiths These waren die Brüder Abraham und Herman op den Graeff, während sich ihr Bruder Derick op den Graeff der Meinung von Keith angeschlossen hatte. Abraham war auch Mitunterzeichner des Urteils gegen Keith, das ihn aus der Quäkergemeinschaft ausschloss. Ein weltliches Gericht verurteilte ihn zu einer Geldstrafe von fünf Pfund. Bald druckte William Bradford als Antwort auf die Aussage gegen Keith: Ein Appell der 28 Richter an den Geist der Wahrheit und des wahren Urteils in allen treuen Freunden, den sogenannten Quäkern, die sich bei diesem Jahrestreffen in Burlington im siebten Monat des Jahres 1692 trafen, unterzeichnet von Keith, George Hutcheson, Thomas Budd, John Hart, Richard Dungwoody und Abraham op den Graeff. Keine andere deutsche Familie war so tief in den Konflikt verwickelt wie die Op den Graeff.
Die folgenden Jahre waren von Schwierigkeiten mit der Zivilregierung geprägt. Es ist wahrscheinlich, dass er seine Verbindung zu den Quäkern nach der Keith-Affäre nicht erneuerte. Dies geschah auch mittels seiner beiden Söhne Isaak und Jakob, die er in ihrer Jugend bei Pastorius zur Schule geschickt hatte, was er hernach beendete.

##### Spätere Jahre
Im Jahr 1704 verkauften Abraham op den Graeff und seine Frau ihr Backsteinhaus und 828 Acres Land in Germantown und zogen in das benachbarte Perkiomen-Gebiet, wo er 1200 Acres am Perkiomen Creek erwarb. Nach 1708 konvertierte Abraham op den Graeff als einziger seiner Familie zurück zum Mennonitischen Glauben. Als er im Jahre 1731 starb, wurde sein Grundbesitz an seine vier Kinder aufgeteilt; an Isaac Updegraff, Jacob Up de Graeff, Margaret Updegraff und ihren Ehemann Thomas Howe sowie Anne Updegraff und Herman in de Hofen. Abraham ist nicht in Germantown begraben, sondern seine sterblichen Überreste liegen zusammen mit denen der In den Hoffens (De Haven) auf dem Mennonitenfriedhof in Skippack bei Evansburg. Abrahams zahlreiche Nachkommenschaft ist noch heute unter verschiedenen Schreibweisen wie Opdegraf(f), Updegrave, Updegrove etc. sowie unter dem Namen Updegraf in Pennsylvania zu finden.